# Sparkcykel

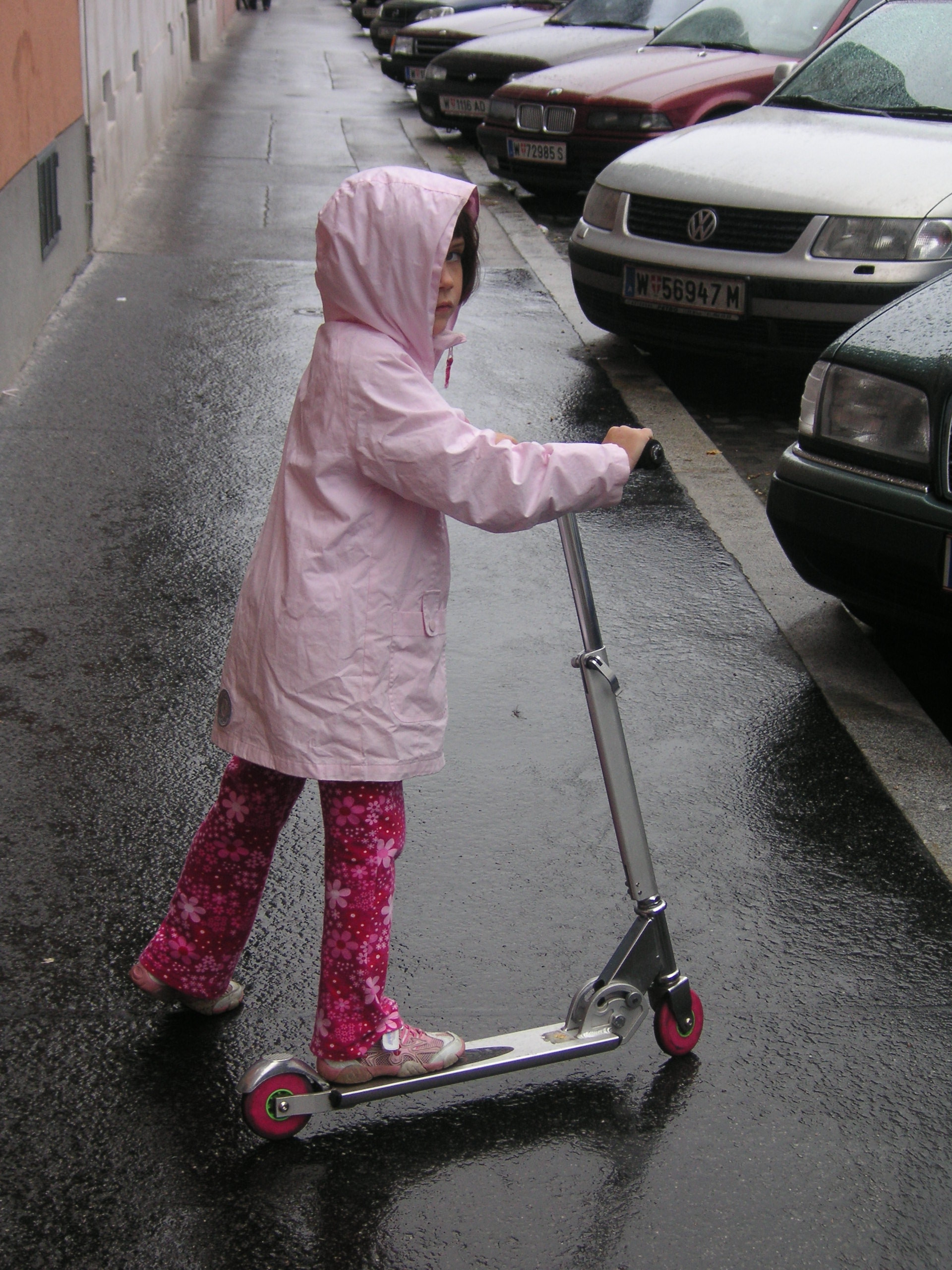
Barn med sparkcykel i stadsmiljö.

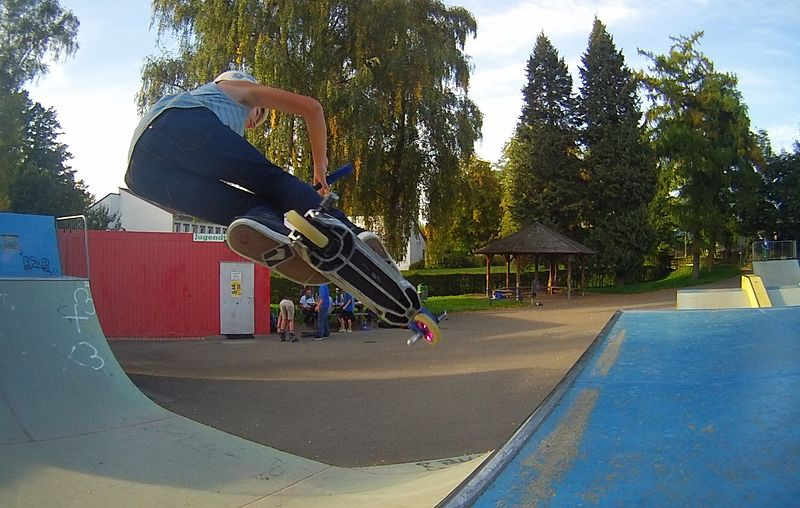
Stunttrick med sparkcykel.

Sparkcykel är ett fordon som består av två hjul med en platta mellan sig att stå på och ett styre. Hjulen är betydligt mindre än en vanlig cykels. Sparkcyklar har ofta använts för att snabbare ta sig fram i stora byggnader, till exempel i industribyggnader eller på sjukhus och flygplatser. Den används även som leksak för barn. Sparkcyklar har funnits i Sverige sedan början av 1900-talet.
Varianten med små hjul blev runt 1985 populär bland ungdomar på gator i USA. Från 1995, när det nu vanliga utförandet kom, blev sparkcykeln än populärare. I Sverige spreds användandet av denna typ av fordon 1999–2000 när det marknadsfördes under namnet kickboard eller kickbike och blev populärt bland ungdomar i tätortsmiljö.
År 1992 gjordes i USA ett försök att förse den moderna varianten med en elektrisk motor, men den fick inget genomslag.
Den 1 oktober 2010 ändrades lagen (2001:559) om vägtrafikdefinitioner så att begreppet cykel nu har en vidare definition. Därigenom blev det möjligt att vissa eldrivna fordon, som exempelvis elsparkcyklar och ståhjulingar får föras fram i trafiken, förutsatt att de motsvarar definitionen och Transportstyrelsens nya tekniska krav.